# Goutte de lait

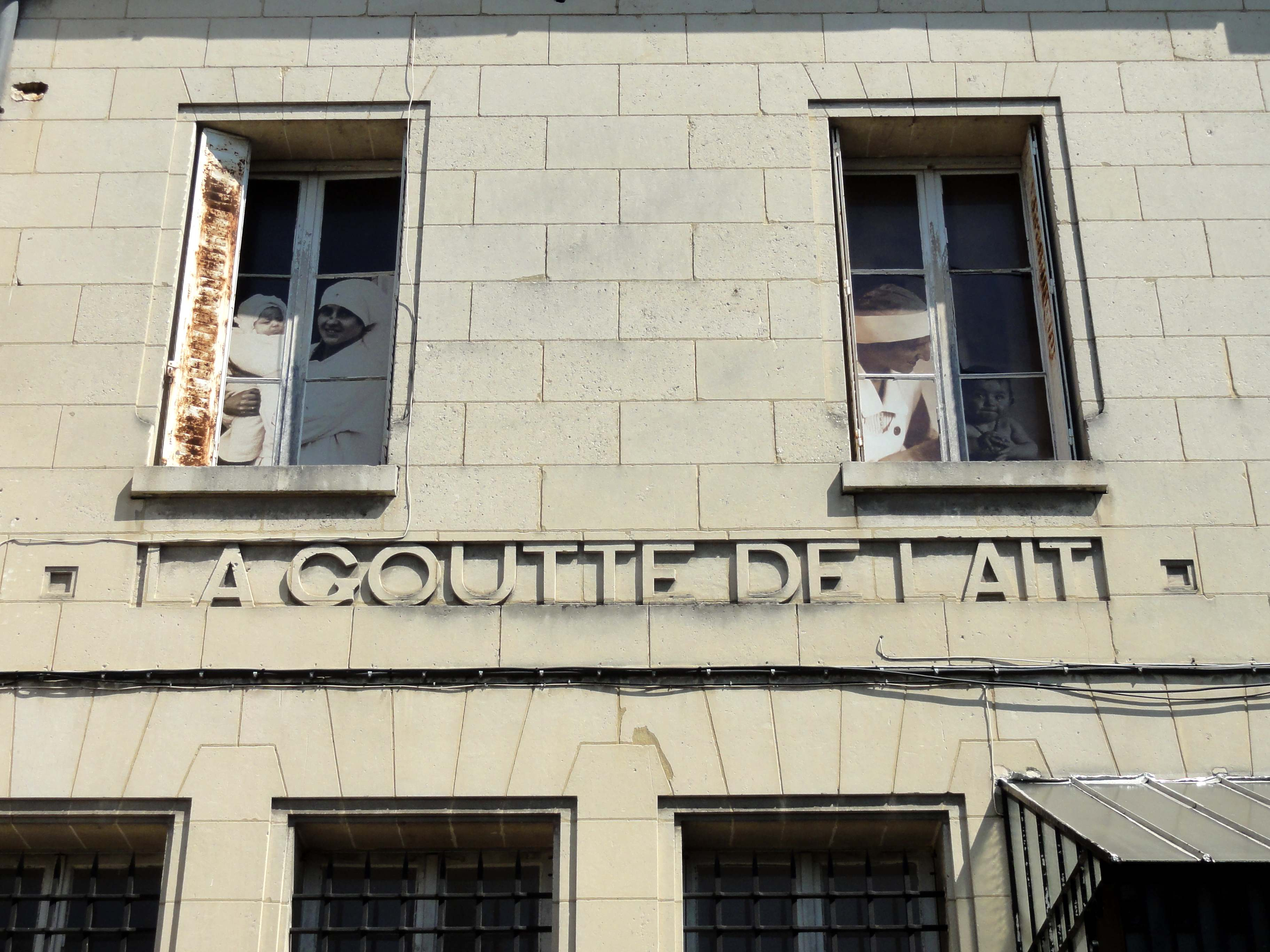
La Goutte de lait.

Les Goutte de lait eren unes institucions creades per ajudar els infants, els quals els seus pares tenien problemes econòmics o que la seva mare no pogués donar el pit al seu fill. Aquesta idea va sorgir de França, on el metge Léon Dufour va crear la primera Goutte de lait l'any 1894.